# Sasson Gabai

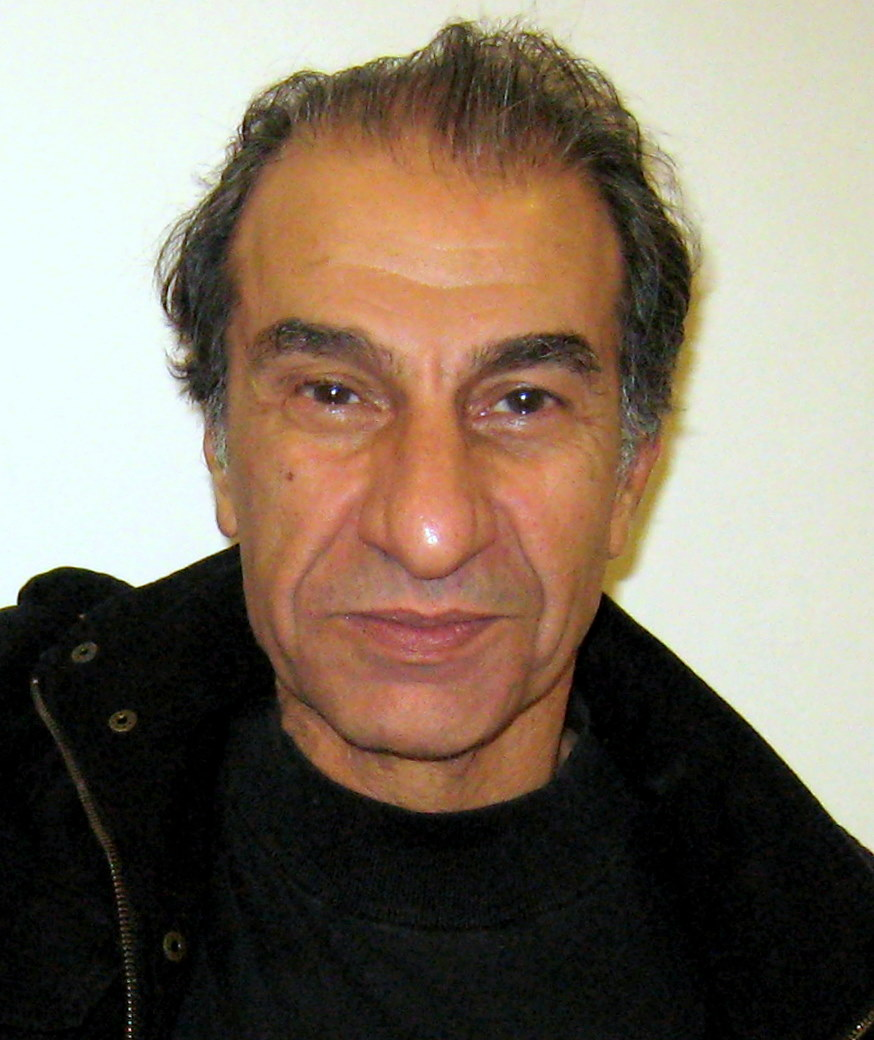
Sasson Gabai (2009)

Sasson Gabai (hebräisch ששון גבאי; * 24. November 1947 in Bagdad) ist ein israelischer Schauspieler.

## Leben und Karriere
Gabais Eltern waren irakische Juden, die nach Israel auswanderten, als er drei Jahre alt war. Nach der Schulzeit wandte er sich der Schauspielerei zu und ist seit den 1970ern regelmäßig in israelischen Fernsehproduktionen zu sehen. Gelegentlich erhielt er auch kleinere Rollen in Hollywoodproduktionen, darunter 1988 in Rambo III und 1991 in der Literaturverfilmung Nicht ohne meine Tochter. International bekannt wurde Gabai 2007 durch seine Hauptrolle in der israelischen Kinoproduktion Die Band von nebenan, für die er verschiedene nationale und internationale Auszeichnungen erhielt, darunter der Europäische Filmpreis. 2011 spielte er die Hauptrolle in Das Schwein von Gaza. 2018 verkörperte er in Der ägyptische Spion, der Israel rettete den ägyptischen Präsidenten Anwar al-Sadat.

## Filmografie (Auswahl)
- 1973: Das Licht aus dem nichts (Or Min Hahefker)
- 1987: War Zone – Todeszone
- 1988: Endpunkt Damaskus (The impossible spy)
- 1988: Jagdfieber (Steal the Sky)
- 1988: Rambo III
- 1991: Nicht ohne meine Tochter (Not Without My Daughter)
- 1992: Die Schwächen der starken Frauen (Sipurei Tel-Aviv)
- 1994: Staatsauftrag: Mord (Les patriotes)
- 2007: Die Band von nebenan (Bikur ha-tizmoret)
- 2008: Die Husseins: Im Zentrum der Macht (House of Saddam)
- 2008: Hello Goodbye – Entscheidung aus Liebe (Hello Goodbye)
- 2011: Das Schwein von Gaza (Le cochon de Gaza)
- 2013: Die unüblichen Verdächtigen (Hunting Elephants)
- 2013: Shtisel (Fernsehserie)
- 2014: Get – Der Prozess der Viviane Amsalem (Gett: Le procès de Viviane Amsalem)
- 2018: Der ägyptische Spion, der Israel rettete (The Angel)
- 2019: Die Frau meines Bruders (La femme de mon frère)